# Boeckosimus edwardsi
Boeckosimus edwardsi is een vlokreeftensoort uit de familie van de Lysianassidae. De wetenschappelijke naam van de soort is voor het eerst geldig gepubliceerd in 1846 door Kroyer.